# Wolf 635
Wolf 635 (conosciuta anche come HD 154363, HIP 83591 e Gliese 653) è una stella binaria situata nella costellazione dell'Ofiuco distante circa 35 anni luce dal Sistema Solare. Le sue componenti sono una nana arancione, chiamata Wolf 635 A e la nana rossa Wolf 635 B (o Wolf 636).

## Osservazione
Si tratta di una stella situata nell'emisfero celeste australe, ma molto in prossimità dell'equatore celeste; ciò comporta che possa essere osservata da tutte le regioni abitate della Terra senza alcuna difficoltà e che sia invisibile soltanto molto oltre il circolo polare artico. Nell'emisfero sud invece appare circumpolare solo nelle aree più interne del continente antartico. Le due stelle possiedono una magnitudine combinata di poco inferiore a +8 e pertanto non sono osservabili ad occhio nudo; per poterle scorgere è sufficiente comunque anche un binocolo di piccole dimensioni, a patto di avere a disposizione un cielo buio.
Il periodo migliore per la sua osservazione nel cielo serale ricade nei mesi compresi fra maggio e settembre; da entrambi gli emisferi il periodo di visibilità rimane indicativamente lo stesso, grazie alla posizione della stella non lontana dall'equatore celeste.

## Caratteristiche fisiche del sistema
La distanza visuale tra le due stelle è di 184,5 secondi d'arco,, pari ad una distanza effettiva di almeno 2500 UA; il sistema è formato da:
- Wolf 635 A: è una nana arancione di classe spettrale K5V[5], la quale possiede una luminosità che è circa l'11% di quella solare e una massa che raggiunge i 2/3 di quella del Sole[5]. Questa stella può essere comparata con altre nane arancioni della stessa costellazione, come 70 Ophiuchi B e 36 Ophiuchi; la metallicità è relativamente bassa, meno di un quarto di quella del Sole[5].

- Wolf 635 B è invece una nana rossa variamente classificata come M2[3], M3,5[6] o M4[7]: nella banda della luce visibile è 11 volte meno luminosa della compagna, possiede un raggio pari a 0,5 volte quello solare e una massa 0,28 volte la massa del Sole[7]. È anche una sospetta stella variabile, e perciò ha ricevuto la designazione NSV 8176 nel New Catalogue of Suspected Variable Stars[3].